# HDD Olimpija Ljubljana
HDD Olimpija Ljubljana (Hokejsko drsalno društvo Zavarovalnica Tilia Olimpija) je slovenski klub u hokeju na ledu iz Ljubljane. Klub trenutačno nastupa u međunarodnoj austrijskoj i slovenskoj hokejaškoj ligi. Domaće utakmice igraju u dvorani Tivoli kapaciteta 6000 sjedećih mjesta.

## Ime kluba
- Ime kluba kroz povijest:

| - SK Ilrija (1929. – 1942.) - HK Udarnik (1946.) - HK Triglav (1947.) - HK Enotnost (1948.) | - HK Ljubljana (1949. – 1961.) - HK Olimpija Ljubljana (1962. – 2000.) - HDD ZM Olimpija (2001. – 2008.) - HDD Tilia Olimpija (2008. – ) |

## Povijest
Jedan od dva slovenska hokejaška velikana, ljubljanska Olimpija, osnovana je prije točno 80 godina. Klub je djelovao pod više imena, a pod sadašnjim imenom postoji od 1962. godine. Vitrina s peharima prepuna je naslova prvaka Jugoslavije i Slovenije. Klub je član EBEL-a od 2007. godine. Prije ulaska u EBEL, Olimpija je zajedno s drugim najboljim slovenskim momčadima sudjelovala u raznim međunarodnim klupskim natjecanjima. U devedesetima je to bila Alpska liga gdje su sudjelovale momčadi iz Austrije, Italije i Slovenije. Najveći uspjeh Ljubljančana je bio nastup u finalu 1997. godine kada su poraženi od tada najjače austrijske momčadi, Feldkircha. U ovom stoljeću Alpsku ligu je zamijenila Interliga. Olimpija je bila pobjednik Interlige 2001. godine svladavši Albu Volan.
Prijemom Jesenica u EBEL 2006. godine zazvonio je posljednji krug za Interligu. Ne želeći zaostati za svojim velikim rivalom, Olimpija je tijekom cijele 2007. godine snažno lobirala za prijem u EBEL i naposljetku joj je to u proljeće 2007. i uspjelo. Za prvi nastup u prestižnom natjecanju nije se štedjelo na dovođenju kvalitetnih pojačanja iz inozemstva pa ni rezultati nisu izostali. U regularnoj sezoni Olimpija je bila tek sedma, ali sjajnim nastupima u doigravanju, "zmajčeki" su dospjeli do finala u kojem su nakon četvrte utakmice vodili s 3:1 da bi zbog administrativne pogreške u brojanju bodova igrača izgubili ne samo četvrtu utakmicu za zelenim stolom nego i preostale dvije.
Premda je šok bio velik, u iduću sezonu se ušlo s velikim ambicijama, ali rezultati su bili slabi pa je posljednje mjesto došlo kao razočaranje. Uz rezultatski neuspjeh došle su i novčane poteškoće. U sezoni 2009./10. Olimpija je doživjela još jedno razočaranje, kao i drugi slovenski predstavnik Acroni Jesenice. Obje slovenske momčadi nisu se uspjele plasirati u doigravanje te su zauzele posljednje i pretposljednje mjesto na ligaškoj tablici. 

## Trofeji
- Prvenstvo Slovenije: 1994./95., 1995./96., 1996./97., 1997./98., 1998./99., 1999./00., 2000./01., 2001./02., 2002./03., 2003./04., 2006./07.
- Jugoslavensko prvenstvo (12)